# Жан д’Артуа
Жан д’Артуа (фр. Jean d'Artois; 29 сентября 1321 — 6 апреля 1387) — сеньор де Сен-Валери, граф д'Э с 1350 года, сын Роберта III д’Артуа и Жанны, дочери Карла де Валуа. Имел прозвище Безземельный (фр. Sans Terre).

## Биография
После осуждения и бегства его отца Жан вместе с другими детьми был заточён в тюрьму королём Франции Филиппом VI. В 1350 его освободил наследник Филиппа, Иоанн II Добрый. После казни коннетабля Рауля де Бриенна, графа д’Э, Жан в том же году был посвящён в рыцари и получил графство Э.
В 1356 в Руане помогал королю Иоанну II арестовывать Карла Злого и его сторонников, обвинённых в заговоре против короля. Позже участвовал в завоевании Эврё, взял Бретейль. Сражался рядом с королём в битве при Пуатье, где попал в плен. После освобождения возглавил один из отрядов бригантов. В 1360 осадил и разграбил Перрон, вырезав жителей. В 1369 воевал в Пикардии. В 1382 сражался в битве при Роозбеке. В 1383 разграбил Берг.

## Брак и дети
Жена: с 1352 года Изабелла (1328—1389), дочь Жана II, виконта де Мелюн. Дети:
- Жан де Перрон (1355—1363)
- Роберт IV (1356—1387), граф д’Э в 1387 году
- Филипп (1358—1397), граф д’Э с 1387, коннетабль Франции
- Карл (1359—1368)
- Жанна (1353—1420); муж: Симон де Туар (ум. 1365), граф де Дрё, виконт де Туар
- Изабелла (1361—1379)